# Tramvajová doprava ve Lvově
Oblastní ukrajinské město Lvov provozuje vlastní tramvajovou síť. Celkem je na ní k cestujícím k dispozici okolo 120 vozů na 75 km tratí. 

## Historie
První tramvajové linky byly otevřeny již 5. května roku 1880 (tehdy to byla koňka). V roce 1906 se jejího provozu ujalo město a o dva další roky později provedlo její elektrifikaci. Vykoupena byla také i trať společnosti Siemens & Halske, ta byla v provozu od roku 1894. Zatímco v roce 1896 činila délka sítě pouhých 8,3 km, roku 1909 to bylo již 25 km. Také počet přepravených cestujících rychle rostl; roku 1899 to bylo již 5 milionů přepravených lidí za rok. Postupující elektrifikace a výstavba nových tratí v prvním desetiletí 20. století nakonec vedla k zvýšení počtu cestujících v roce 1907 na 12 milionů.
Od roku 1922 je také zaveden pravostranný provoz. Po druhé světové válce město obsadila Rudá armáda a bylo připojeno k Sovětskému svazu; tramvajová síť byla následně sice díky rozvoji trolejbusů mírně zredukována, většina provozu však zůstala zachována; v 70. letech byly ale ze sítě odstraněny některé tratě v centru města. Zrušeno bylo časem také i mnoho zastávek, aby se zvýšila cestovní rychlost.

## Vozový park
V roce 2017 byly v provozu vozy typů Tatra T4 (pouze dva odstavené), Tatra KT4 (hlavně) a také novější tramvaje Electron T3L44 (8 ks) a Electron T5L64 (1 ks) od lvovského výrobce Electron. Jako služební se používají někdy i staré vozy ještě z dob Rakouska-Uherska; jedna tramvaj starší 100 let sloužila během Muzejního dne v provozu s cestujícími.
Rozchod kolejí činí ve lvovské síti 1000 mm (je to jeden z mála úzkorozchodných tramvajových provozů na území bývalého SSSR), většina tratí je však ve velmi špatném stavu vzhledem k nedostatku financí. Obdobně jsou na tom i vozy.